# Přibyslav (Havlíčkův Brod)
Přibyslav es una localidad del distrito de Havlíčkův Brod, en la región de Vysočina, República Checa. Tiene una población estimada, a principios del año 2021, de 3989 habitantes.
Está ubicada al norte de la región, cerca de la orilla del río Sázava —un afluente derecho del río Moldava— y de las regiones de Bohemia Central

## Clima
| Parámetros climáticos promedio de Přibyslav | Parámetros climáticos promedio de Přibyslav | Parámetros climáticos promedio de Přibyslav | Parámetros climáticos promedio de Přibyslav | Parámetros climáticos promedio de Přibyslav | Parámetros climáticos promedio de Přibyslav | Parámetros climáticos promedio de Přibyslav | Parámetros climáticos promedio de Přibyslav | Parámetros climáticos promedio de Přibyslav | Parámetros climáticos promedio de Přibyslav | Parámetros climáticos promedio de Přibyslav | Parámetros climáticos promedio de Přibyslav | Parámetros climáticos promedio de Přibyslav | Parámetros climáticos promedio de Přibyslav |
| Mes                                         | Ene.                                        | Feb.                                        | Mar.                                        | Abr.                                        | May.                                        | Jun.                                        | Jul.                                        | Ago.                                        | Sep.                                        | Oct.                                        | Nov.                                        | Dic.                                        | Anual                                       |
| ------------------------------------------- | ------------------------------------------- | ------------------------------------------- | ------------------------------------------- | ------------------------------------------- | ------------------------------------------- | ------------------------------------------- | ------------------------------------------- | ------------------------------------------- | ------------------------------------------- | ------------------------------------------- | ------------------------------------------- | ------------------------------------------- | ------------------------------------------- |
| Temp. máx. abs. (°C)                        | 15.4                                        | 17.6                                        | 23.0                                        | 25.8                                        | 30.5                                        | 33.0                                        | 36.0                                        | 35.8                                        | 31.9                                        | 24.7                                        | 16.1                                        | 13.2                                        | 36.0                                        |
| Temp. máx. media (°C)                       | 0.3                                         | 2.3                                         | 6.9                                         | 13.1                                        | 17.6                                        | 21.1                                        | 23.5                                        | 23.6                                        | 17.8                                        | 11.7                                        | 5.4                                         | 0.9                                         | 12.0                                        |
| Temp. media (°C)                            | −2.0                                        | −0.9                                        | 3.0                                         | 7.9                                         | 12.3                                        | 15.7                                        | 17.7                                        | 17.7                                        | 13.1                                        | 8.2                                         | 3.2                                         | -1.1                                        | 7.9                                         |
| Temp. mín. media (°C)                       | −4.1                                        | −3.8                                        | −0.8                                        | 2.8                                         | 7.1                                         | 10.3                                        | 11.9                                        | 11.8                                        | 8.4                                         | 4.8                                         | 1.2                                         | −2.8                                        | 3.9                                         |
| Temp. mín. abs. (°C)                        | -28.2                                       | -27.0                                       | -19.6                                       | -9.6                                        | -10.1                                       | -1.5                                        | 2.4                                         | 0.0                                         | -2.7                                        | -8.6                                        | -16.2                                       | -25.3                                       | -28.2                                       |
| Precipitación total (mm)                    | 42.3                                        | 35.7                                        | 42.2                                        | 35.0                                        | 76.3                                        | 73.2                                        | 92.0                                        | 79.3                                        | 75.0                                        | 45.0                                        | 45.2                                        | 41.8                                        | 682.8                                       |
| Días de lluvias (≥ 1 mm)                    | 9.7                                         | 8.5                                         | 10.0                                        | 7.4                                         | 10.6                                        | 10.5                                        | 11.4                                        | 9.6                                         | 8.5                                         | 9.0                                         | 9.4                                         | 10.5                                        | 115.1                                       |
| Fuente:                                     |                                             |                                             |                                             |                                             |                                             |                                             |                                             |                                             |                                             |                                             |                                             |                                             |                                             |